# Federal Reserve Bank Building
El Federal Reserve Bank Building és un gratacel situat a Dewey Square de Boston (Massachusetts, al nord-est dels Estats Units).
Va ser construït el 1976 sobre els plànols de l'arquitecte Hugh Stubbins Jr per a el  Reserva federal dels Estats Units. Té una alçada de 187 metres i 32 pisos. Ocupa el tercer lloc en la llista dels edificis més alts de la ciutat.